# Beaumarquet melba
Pytilia melba
Espèce
Statut de conservation UICN

 LC  : Préoccupation mineure
Le Beaumarquet melba (Pytilia melba) est une espèce de passereaux appartenant à la famille des Estrildidae.

## Description
Cet oiseau mesure environ 12 à 13 cm de longueur. Il présente un dimorphisme sexuel.
Le mâle a le front, le bec, le menton et la gorge rouge écarlate, le reste de la tête gris, le dos, les ailes et la poitrine vert olive, le ventre gris strié et taché de blanc, la queue noirâtre et rouge.
Plus terne, la femelle a la tête grise et ne présente pas de rouge.
Chez les deux sexes, les yeux et les pattes sont marron.

## Habitat
Cette espèce fréquente les fourrés épineux.

## Alimentation
Cet oiseau est plutôt insectivore (consommant en particulier des termites) en période de reproduction et granivore en dehors de celle-ci.
Il recherche sa nourriture essentiellement au sol.

## Nidification
Le nid est construit dans une touffe d'herbes ou dans un buisson. La femelle pond 4 ou 5 œufs. L'incubation dure environ 16 jours. Les jeunes s'envolent 20 ou 21 jours après leur naissance.

## Répartition et sous-espèces
Selon la classification de référence du Congrès ornithologique international (15.1, 2025) il se répartit en huit sous-espèces :
- Pytilia melba citerior Strickland, 1853 — Sénégambie et sud-ouest de la Mauritanie, aire dissoute à travers l'Afrique de l'Ouest puis du nord-ouest du Nigeria au Soudan du Sud ;
- Pytilia melba jessei Shelley, 1903 — aire disjointe de l'est du Soudan au Somaliland ;
- Pytilia melba soudanensis (Sharpe, 1890) — Soudan du Sud, Kenya, Ouganda Éthiopie et Somalie ;
- Pytilia melba percivali Van Someren, 1919 — Kenya et nord de la Tanzanie ;
- Pytilia melba belli Ogilvie-Grant, 1907 — forêts d'altitude du rift Albertin ;
- Pytilia melba grotei Reichenow, 1919 — est de la Tanzanie, Malawi et Mozambique ;
- Pytilia melba hygrophila Irwin & Benson, 1967 — nord de la Zambie et du Malawi ;
- Pytilia melba melba Linné, 1758 — aire disjointe du Cabinda au centre de la Namibie et le sud du Mozambique.

## Galerie

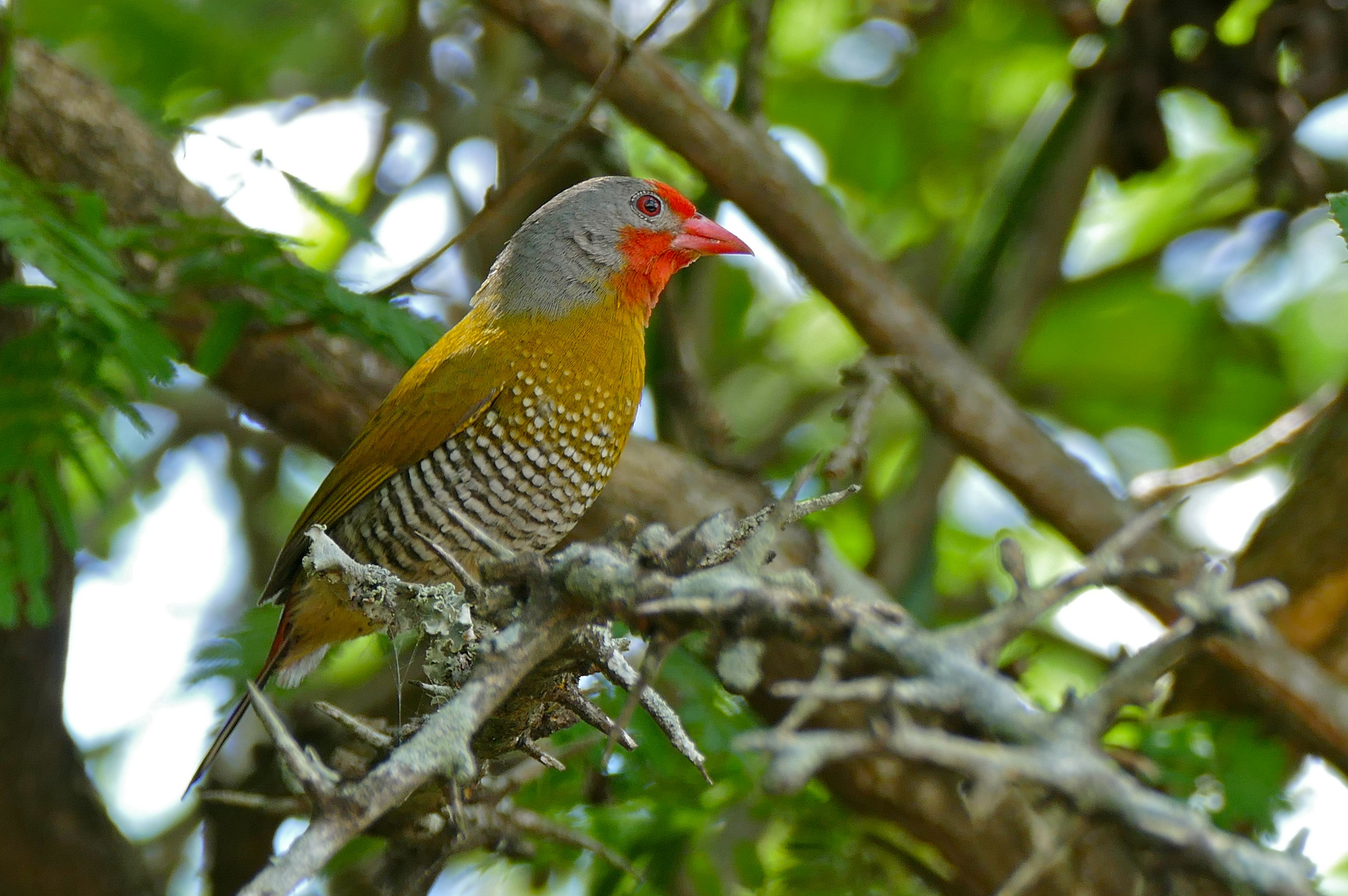
♂
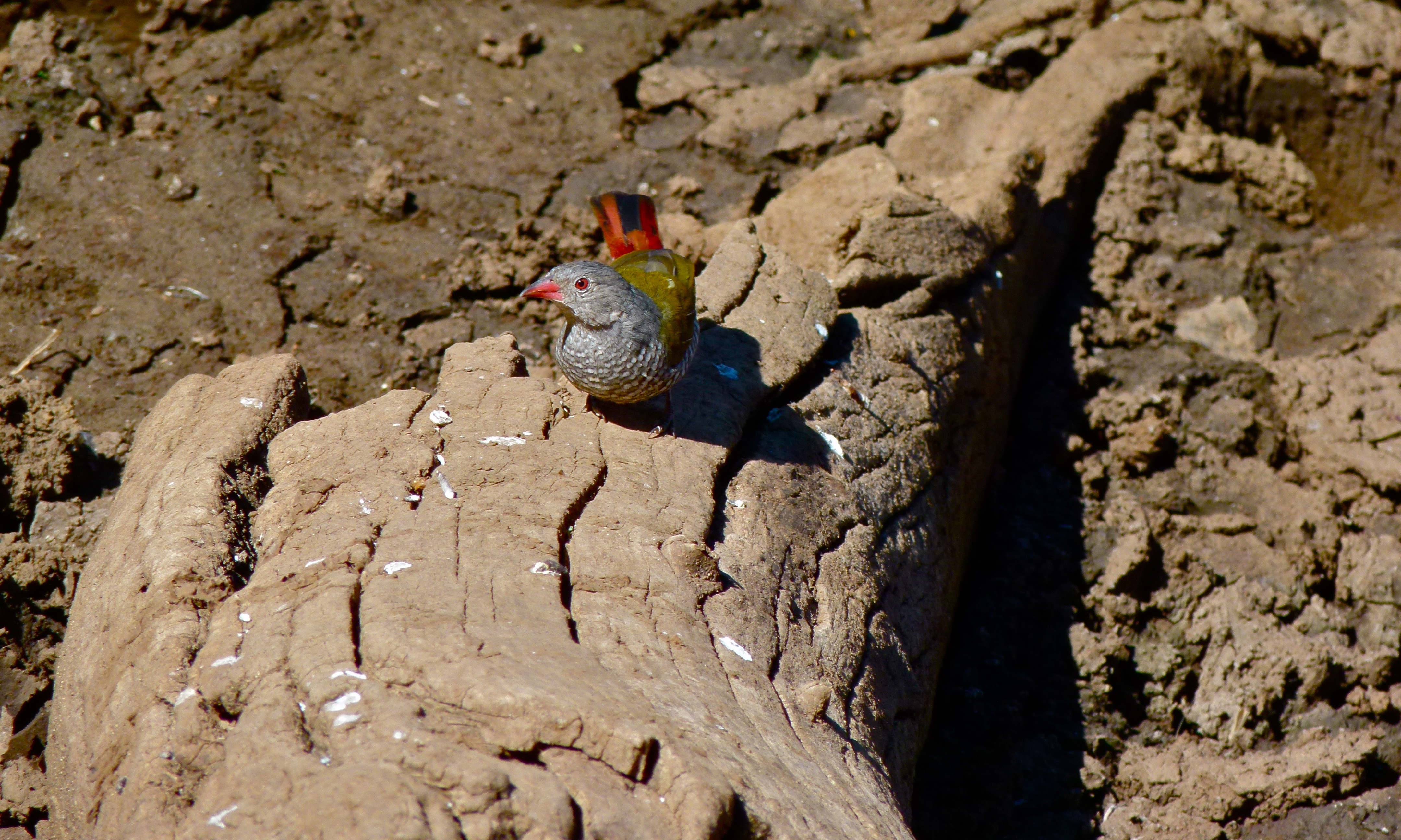
♀